# Dick i Jane
Dick i Jane (ang. Fun with Dick and Jane) – amerykańska komedia z 1977 roku w reżyserii Teda Kotcheffa. Zdjęcia kręcono w Los Angeles.

## Fabuła
Dick Harper, dobrze zarabiający inżynier lotniczy niespodziewanie zostaje zwolniony z pracy. Zarówno on jak i jego żona Jane żyją ponad stan i nie posiadają żadnych oszczędności. Sytuacja ta szybko doprowadza ich do ubóstwa – tzn. przymusu imania się do dorywczych zajęć, korzystania z zasiłków oraz (przede wszystkim) z rezygnacji z dotychczasowego, wystawnego stylu życia. Niespodziewanym wyjściem z trudnej sytuacji dla obojga okazuje się być dokonywanie rabunkowych napadów.  

## Obsada
- George Segal – Dick Harper
- Jane Fonda – Jane Harper
- Ed McMahon – Charlie Blanchard
- Gloria Stroock – Mildred Blanchard
- Dick Gautier – kaznodzieja Will
- Allan Miller – manager proponujący nową pracę Dickowi
- Hank Garcia –  Raoul Esteban
- John Dehner – ojciec Jane
- Mary Jackson – matka Jane
- Walter Brooke – pani Weeks
- Richard Karron – budowniczy basenu
- Sean Frye – Billy
- Fred Willard – Bob
- John Brandon – Pete Winston
- Thayer David – duchowny w kościele
- Burke Byrnes – Roger
- Dewayne Jesse – rabuś
- Darrow Igus – rabuś
- Anne Ramsey – bezrobotna w urzędzie pracy
- Jon Christian Erickson – transseksualista
- Art Evans – człowiek w barze
- Richard Foronjy – projektant ogrodów
- Harry Holcombe – aptekarz
- James Jeter – urzędnik imigracyjny
- Thalmus Rasulala – urzędnik przyznający bony żywnościowe
- Jay Leno – cieśla
- William Callaway – sprzedawca w sklepie płytowym
- Maxine Stuart – sekretarka Blancharda
- Tom Peters – właściciel restauracji
- Edward Marshall – urzędnik w firmie telefonicznej
- Richard Karron – budowniczy basenu
- Richard Keith – senator

i inni. 

## Odbiór
Film spotkał się z mieszanymi recenzjami krytyków. Roger Ebert, amerykański krytyk filmowy Chicago Sun-Times określił film jako zarówno przyjemną komedię jak i satyrę społeczną.
Spodobał się widzom. W czasie pierwszego weekendu wyświetlania (najbardziej prognostycznego z punktu widzenia przyszłych dochodów) w kinach amerykańskich przyniósł dochód w wysokości ponad 14 milionów dolarów. Był drugim (po Głębi) na liście najbardziej dochodowych filmów wytwórni Columbia Pictures wyprodukowanych w 1977 roku. 
Film był wyświetlany w polskich kinach od maja 1978 roku. 
Pokazywany był również w TVP w latach 80. w cyklu filmów z udziałem Jane Fondy. Spodobał się krytykom, jako "doskonała satyra na kruchość stabilizacji, zamożności i luksusu amerykańskiej klasy średniej".    

## Remake
W 2005 roku powstał remake filmu pod tym samym tytułem. W polskim tłumaczeniu był to Dick i Jane: Niezły ubaw. Główne role zagrali w nim Jim Carrey jako Dick Harper i Téa Leoni jako Jane Harper. Spotkał się z o wiele gorszym przyjęciem krytyków niż jego pierwowzór z roku 1977. 